# ウルトラギャラクシー大怪獣バトル NEVER ENDING ODYSSEY
『ウルトラギャラクシー大怪獣バトル NEVER ENDING ODYSSEY』（ウルトラギャラクシーだいかいじゅうバトル ネバー エンディング オデッセイ）は、2008年12月20日から2009年3月14日まで、BS11で毎週土曜19:00 - 19:30に全13話が放送された、円谷プロダクション制作の特撮テレビドラマ。
2009年12月31日から2010年3月25日まで、テレビ東京系列でも毎週木曜17:30 - 18:00（いずれもJST）に放送された。

## 概要
前番組『ウルトラギャラクシー大怪獣バトル』の続編であり、英字部分の頭文字を取って『ウルトラギャラクシー大怪獣バトル NEO』とも呼ばれる。ゲーム『大怪獣バトル ULTRA MONSTERS』と連動したテレビシリーズである点は前作と同様であり、本作品では舞台を惑星ボリスから惑星ハマーへと移し、レイとZAPの新たな戦いが描かれる。登場する歴代ウルトラシリーズのキャラクターは、前作では怪獣のみだったが、本作品では怪獣を操る「レイオニクス」同士の戦い「レイオニクスバトル」が物語の中心に据えられたことから、レイオニクスとして宇宙人も多数登場する。
2009年12月に、本作品の後日談である映画『大怪獣バトル ウルトラ銀河伝説 THE MOVIE』が公開された。

## ストーリー
時は近未来。宇宙船スペースペンドラゴンは怪獣無法地帯と変貌した惑星ボリスから辛くも脱出した。しかし、安心したのも束の間。ZAPの宇宙基地で補給の最中、突如謎の戦士の襲撃を受け基地は崩壊してしまう。レイとヒュウガは逃げ延びる途中、空間の歪みに巻き込まれ、とある惑星に不時着。そこでは「レイオニクス」と呼ばれる宇宙人たちが怪獣を操り、宇宙の覇者を決める戦いを繰り広げていた。
レイとペンドラゴンのクルーは再び戦いの渦に巻き込まれようとしていた…。

## キャスト

### レギュラー
- レイ：南翔太
- ハルナ：上良早紀
- オキ：八戸亮
- クマノ：俊藤光利
- ヒュウガ：小西博之
- ペダン星人ダイル：加藤厚成
- キール星人グランデ：唐橋充
- ケイト：蒲生麻由
- ペダン星人ハーラン：中丸シオン

### ゲスト
- 警備班長：石原辰己（1）
- ZAP地球本部司令官：小沢日出晴（1）
- ZAP警備員：岩田栄慶、福田大助（1）

### 声の出演
- ピット星人（RB）：石嶋久仁子（1）
- フック星人（RB）：岩田栄慶（2、10）
- ガッツ星人（RB）：龍田直樹（2、10）
- ゼラン星人（RB）：岡崎聖（3）
- ナックル星人（RB）：中尾みち雄（3）
- メトロン星人（RB）：龍谷修武（4、5）
- ババルウ星人（RB）：菅谷勇（4）
- ザラブ星人（NRB）/ にせウルトラマン：青野武（8）
- メフィラス星人（RB） / アーマードメフィラス：加藤精三（9、13）
- テンペラー星人（RB）：郷里大輔（9）
- ダダ（RB）：小林通孝（9）
- ゼットン星人（RB）：末永博志（10）
- リフレクト星人（RB）：掛川裕彦（11）
- レイブラッド星人：佐藤正治（13）

## スーツアクター
- 横尾和則
- 西村郎
- 寺井大介
- 丸山貢治
- 櫻井暦
- 末永博志
- 福田大助
- 岩崎晋弥
- 岩田栄慶
- 田之上生海

## スタッフ
- 監修・製作者：大岡新一
- 製作統括：岡部淳也
- 企画：米村宏、前畑忠孝（バンダイ）
- プロデューサー：渋谷浩康、岡崎聖（バンダイ）、河野聡（バンダイビジュアル）
- シリーズ構成：荒木憲一
- 監督：菊地雄一、アベユーイチ、梶研吾、村石宏實
- 脚本：荒木憲一、長谷川圭一、赤星政尚、小林雄次、増田貴彦
- 音楽プロデューサー：田靡秀樹（rooM78）
- サウンドトラック：上田靖博、川本盛文、森野宣彦、原文雄（※以下最終話のエンディングのみ表記 加納洋志、宮垣憲一郎、コオロギ）
- サウンドトラック協力：佐橋俊彦
- 本編アクションコーディネート：小池達朗（アルファスタント）
- 特撮アクションコーディネート：岡野弘之
- VFX：ビルドアップ、日本エフェクトセンター
- スタジオ：日活撮影所
- 制作協力：バンダイナムコグループ
- 制作：円谷プロダクション、BS11

## 主題歌
オープニング主題歌「誓い」（ユニバーサルJ）
作詞：中西圭三、田角有里 / 作曲：中西圭三 / 編曲：小西貴雄
歌：中西圭三
- 最終話のみエンディングとして使用されている。

エンディング主題歌「愛のしるし」（ユニバーサルJ）
作詞：中西圭三、田角有里 / 作曲：中西圭三 / 編曲：小西貴雄
歌：中西圭三

## 放送日程
| 放送日         | 放送回 | サブタイトル                | 対戦怪獣                                                             | 登場ヒーロー                | 脚本       | 特技監督 | 監督         |
| -------------- | ------ | --------------------------- | -------------------------------------------------------------------- | --------------------------- | ---------- | -------- | ------------ |
| 2008年12月20日 | 1      | レイオニクスハンター        | ゴメス（S） マグラー                                                 | -                           | 荒木憲一   | -        | 菊地雄一     |
| 12月27日       | 2      | レイオニクスバトル          | ゴメス（S） ドラコ                                                   | -                           | 荒木憲一   | -        | 菊地雄一     |
| 2009年01月03日 | 3      | 大暴走!レイオニックバースト | アーストロン ゼットン ガルベロス                                     | -                           | 長谷川圭一 | 菊地雄一 | アベユーイチ |
| 1月10日        | 4      | 困惑の再会                  | ドラゴリー アントラー                                                | -                           | 赤星政尚   | 菊地雄一 | アベユーイチ |
| 1月17日        | 5      | 暴走の果てに                | バキシム                                                             | -                           | 赤星政尚   | 菊地雄一 | アベユーイチ |
| 1月24日        | 6      | 史上最強のレイオニクス      | タイラント                                                           | -                           | 小林雄次   | -        | 梶研吾       |
| 1月31日        | 7      | 第二覚醒                    | タイラント                                                           | -                           | 荒木憲一   | -        | 梶研吾       |
| 2月07日        | 8      | 潜入者を撃て!               | ザラブ星人（NRB） にせウルトラマン                                   | -                           | 増田貴彦   | -        | 梶研吾       |
| 2月14日        | 9      | 暗黒の鎧                    | アーマードメフィラス アリゲラ アーマードダークネス                   | ウルトラセブン              | 増田貴彦   | -        | 村石宏實     |
| 2月21日        | 10     | 新たな戦いの地平で          | テレスドン ドラコ（再生） ケルビム キングジョーブラック レッドキング | -                           | 長谷川圭一 | -        | 村石宏實     |
| 2月28日        | 11     | ある戦士の墓標              | バードン キングジョーブラック                                        | -                           | 長谷川圭一 | -        | 村石宏實     |
| 3月07日        | 12     | グランデの挑戦              | レッドキング 巨大アーマードメフィラス                                | -                           | 荒木憲一   | -        | 菊地雄一     |
| 3月14日        | 13     | 惑星崩壊                    | 巨大アーマードメフィラス レイブラッド星人 アーマードダークネス       | ウルトラセブン ウルトラマン | 荒木憲一   | -        | 菊地雄一     |

### 放送局、配信サイト
| 放送地域       | 放送局         | 放送期間 | 放送時間                                                                   | 放送区分                        |
| -------------- | -------------- | --- | -------------------------------------------------------------------------- | ------------------------------- |
| 日本全国       | BS11           | 2008年12月20日 - 2009年3月14日（本放送） 2009年3月21日 - 6月13日（再放送1回目） 2009年6月20日 - 9月12日（再放送2回目） | 土曜 19:00 - 19:30                                                         | BSデジタル                      |
| 日本全国       | ファミリー劇場 | 2009年4月19日 - 7月12日                                                                                                | 本放送： 日曜 19:30 - 20:00 再放送： 金曜 17:00 - 17:30 土曜 11:30 - 12:00 | CS放送                          |
| 日本全国       | BSジャパン     | 2010年1月3日 - 3月26日                                                                                                 | 金曜 18:30 - 19:00                                                         | BSデジタル                      |
| 東京都         | TOKYO MX       | 2009年1月3日 - 3月28日（本放送） 2009年7月4日 - 9月26日（再放送）                                                      | 土曜 17:30 - 18:00                                                         | 独立UHF局                       |
| 熊本県         | 熊本放送       | 2009年8月2日 - 11月1日                                                                                                 | 日曜 5:30 - 6:00                                                           | TBS系列                         |
| 関東広域圏     | テレビ東京     | 2009年12月31日 - 2010年3月25日                                                                                         | 木曜 17:30 - 18:00 （アニメ530枠）                                         | テレビ東京系列 （字幕放送あり） |
| 北海道         | テレビ北海道   | 2009年12月31日 - 2010年3月25日                                                                                         | 木曜 17:30 - 18:00 （アニメ530枠）                                         | テレビ東京系列 （字幕放送あり） |
| 愛知県         | テレビ愛知     | 2009年12月31日 - 2010年3月25日                                                                                         | 木曜 17:30 - 18:00 （アニメ530枠）                                         | テレビ東京系列 （字幕放送あり） |
| 大阪府         | テレビ大阪     | 2009年12月31日 - 2010年3月25日                                                                                         | 木曜 17:30 - 18:00 （アニメ530枠）                                         | テレビ東京系列 （字幕放送あり） |
| 岡山県・香川県 | テレビせとうち | 2009年12月31日 - 2010年3月25日                                                                                         | 木曜 17:30 - 18:00 （アニメ530枠）                                         | テレビ東京系列 （字幕放送あり） |
| 福岡県         | TVQ九州放送    | 2009年12月31日 - 2010年3月25日                                                                                         | 木曜 17:30 - 18:00 （アニメ530枠）                                         | テレビ東京系列 （字幕放送あり） |

| 配信サイト         | 配信期間                                                       | 配信時間                            | 備考            |
| ------------------ | -------------------------------------------------------------- | ----------------------------------- | --------------- |
| Yahoo! JAPAN       | 2008年12月12日 - 2009年1月23日 （2009年1月31日に全話配信終了） | 毎週金曜12:00 - （1 - 3話は不定日） | 第6話までの配信 |
| バンダイチャンネル | 2008年12月24日 - 2009年3月20日 （2009年3月27日に全話配信終了） | 毎週金曜12:00 - （1 - 3話は不定日） |                 |
| GYAO!              | 2008年12月24日 - 2009年3月20日 （2009年3月27日に全話配信終了） | 毎週金曜12:00 - （1 - 3話は不定日） |                 |
| YouTube            | 2008年12月24日 - 2009年3月20日                                 | 毎週金曜                            |                 |

「配信期間」は第1話の配信開始日から最終話（Yahoo!では第6話）の配信開始日を記載。

### ファミリー劇場の一挙放送
| 放送日        | 放送時間     | 放送話数       |
| ------------- | ------------ | -------------- |
| 2009年8月15日 | 7:00 - 10:00 | 第1話 - 第6話  |
| 2009年8月16日 | 7:00 - 10:30 | 第7話 - 最終話 |

## DVD
- 2009年7月24日から年10月27日にかけて、テレビシリーズ全話のソフト化となるDVD全4巻が発売された。